# Bhiyee
Bhiyee – gaun wikas samiti w zachodniej części Nepalu w strefie Karnali w dystrykcie Mugu. Według nepalskiego spisu powszechnego z 2011 roku liczył on 223 gospodarstwa domowe i 1406 mieszkańców (734 kobiety i 672 mężczyzn).